# Rivina
Rivina es un género de plantas fanerógamas de la familia Petiveriaceae, orden Caryophyllales. Comprende 37 especies descritas y de estas, solo 2 aceptadas.

## Descripción
Son hierbas erectas, perennes, tornándose sufruticosas, hasta 1 m de alto; plantas hermafroditas. Hojas ovadas, 4–17 cm de largo y 2–8.5 cm de ancho, acuminadas a atenuadas en el ápice, acuminadas a obtusas o truncadas en la base. Las inflorescencias en racimos 2.5–12 cm de largo, flores blancas; sépalos 4, 1.5–3.5 mm de largo; pétalos ausentes; estambres 4; ovario súpero, 1-locular. Fruto una drupa globosa, rojo-brillante.

## Taxonomía
El género fue descrito por Carlos Linneo y publicado en Species Plantarum 1: 121. 1753. La especie tipo es: Rivina humilis L. 
Etimología
Rivina: nombre genérico que fue otorgado en honor del botánico alemán Augustus Quirinus Rivinus (1652-1723).

## Especies aceptadas
A continuación se brinda un listado de las especies del género Rivina aceptadas hasta mayo de 2015, ordenadas alfabéticamente. Para cada una se indica el nombre binomial seguido del autor, abreviado según las convenciones y usos.	
- Rivina brasiliensis Nocca
- Rivina humilis L. - se llama ojo de ratón en el Perú.[4]